# خانه مرتاضیون (دکتر مرتاض)
خانه مرتاض  مربوط به دوره قاجار است و در یزد، خیابان ایرانشهر، گلچینان، کوچه مرتاضیون واقع شده و این اثر در تاریخ ۱۱ مرداد ۱۳۷۷ با شمارهٔ ثبت ۲۰۸۵ به‌عنوان یکی از آثار ملی ایران به ثبت رسیده‌است.
این خانه از دو بخش تشکیل شده‌است و هر بخش، حیاطی خاص خود با ورودی ای جداگانه دارد. در عین حال این دو بخش به شکلی ظریف به یکدیگر مرتبط‌اند. با گذشتن از سردر و هشتی زیبا و راهرو می‌توان به گوشه حیاط اصلی رسید. حیاط بزرگ حیاط مفصل تر و پرکار تر مجموعه است و مهم‌ترین عنصر آن ایوانی است که با بادگیر خود، بیش از دیگر عناصر حیاط جلوه گری می‌کند. این خانه در سال ۱۳۷۴ از طرف خانواده مرتاض به دانشکده هنر و معماری دانشگاه یزد اهدا شده‌است.